# Tmava
Tmava (cyr. Тмава) – wieś w Serbii, w okręgu toplickim, w gminie Kuršumlija. W 2011 roku liczyła 132 mieszkańców.